# Pocsaj
Pocsaj là một làng thuộc hạt Hajdú-Bihar, Hungary. Làng này có diện tích 49,55 km², dân số năm 2010 là 2586 người, mật độ 52 người/km².